# Pier Francesco Silvani
Pier Francesco Silvani (Firenze, 28 giugno 1619 – Pisa, 22 agosto 1685) è stato un architetto italiano, attivo a Firenze e nella Toscana.

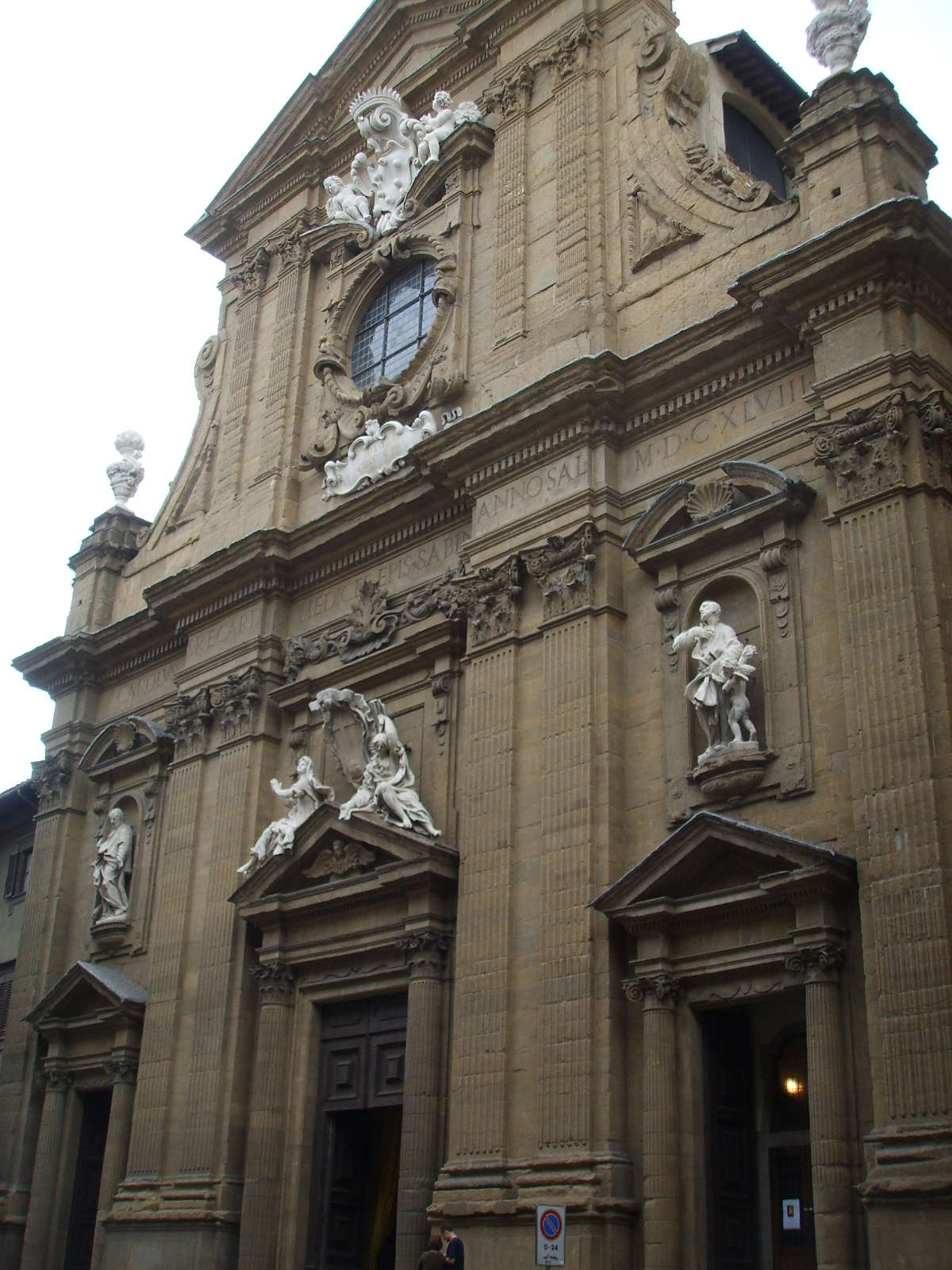
Facciata di San Michele e Gaetano, Firenze

Figlio di Gherardo Silvani, fu uno dei più attivi artefici del sobrio barocco toscano. Tra i suoi lavori principali vi furono a Firenze la chiesa di San Gaetano, col padre, la ristrutturazione di San Marco, la scalinata ellittica del palazzo Corsini al Parione.
A Pisa disegnò la navata e l'altare principale della chiesa di Santo Stefano dei Cavalieri.

## Opere principali
- Interno della chiesa di San Domenico, Prato, 1648-1652
- Ingrandimento di palazzo Venturi Ginori, dal 1665 circa
- Complesso di San Firenze, Firenze, dal 1667
- Chiesa di San Frediano in Cestello, Firenze, 1670-1698
- Cappella Corsini in Santa Maria del Carmine, Firenze, 1675
- Ristrutturazione della basilica di San Marco, Firenze, 1679
- Ristrutturazione del santuario della Madonna del Giglio, Prato, entro il 1680
- Interni di palazzo Gianni-Lucchesini-Vegni, Firenze, 1683
- Completamento della cappella maggiore della chiesa di Santa Maria Maddalena dei Pazzi, Firenze, entro il 1685
- Chiesa delle Suore Montalve presso villa La Quiete, 1686
- Disegno del coro nella basilica della Santissima Annunziata, Firenze, 1688
- Palazzo Naldini, Firenze